# Baureihe 182
De Baureihe 182 van het type Siemens ES 64 U2 is een elektrische locomotief bestemd voor het personenvervoer en voor het goederenvervoer van de Deutsche Bahn (DB).

## Geschiedenis
In de 1996 gaf een projectgroep van de Österreichische Bundesbahnen opdracht aan de industrie voor het uitbrengen van een offerte voor de ontwikkeling nieuwe locomotieven ter vervanging van oudere locomotieven van het type ÖBB 1110, ÖBB 1010 en ÖBB 1040.
In 1998 viel de keuze op de offerte van Siemens dat een prototype voorstelde op basis van de DB 152, gebouwd door Krauss-Maffei in München-Allach. Uit dit prototype ontstond een groot aantal varianten.
De techniek uit de locomotieven van de serie 1822 stond model voor deze locomotieven.
In februari 2010 werd bekend dat een deel van deze locomotieven werd overgeschreven van het bedrijfsonderdeel DB Schenker Rail naar het bedrijfsonderdeel DB Regio voor inzet in het personenvervoer.

## Constructie en techniek
De locomotief heeft een stalen frame. De tractie-installatie is uitgerust met draaistroom en heeft driefasige asynchrone motoren in de draaistellen. Iedere motor drijft een as aan.

### Nummers
De locomotieven zijn als volgt genummerd:
| Lijst van de Baureihe 182 |          |                                               |                                                                  |
| Nummer                    | Eigenaar | UIC nummer                                    | Opmerkingen                                                      |
| 182 001-8 182 025-7       | DB AG    | 91 80 61 82 001-8 D-DB 91 80 61 82 025-7 D-DB | tijdelijke inzet personenvervoer ter vervanging van treinstellen |

## Treindiensten
De locomotieven worden door de Deutsche Bahn (DB) ingezet in het goederenvervoer in onder meer Duitsland.
De locomotieven worden door de DB Regio ingezet in het personenvervoer in Duitsland.
Per 13 juni 2010 werden drie locomotieven van DB Regio in Cottbus ingezet in een zevendaagse omloop met onder meer Berlijn, Hamburg, Frankfurt am Main en Karlsruhe.